# Columbia (wahadłowiec)
Columbia – pierwszy wahadłowiec NASA, który odbył lot kosmiczny. Uległ zniszczeniu 1 lutego 2003, podczas powrotu z misji STS-107. Zginęła wtedy cała siedmioosobowa załoga.

## Nazwa
Columbia została nazwana tak jak stacjonujący w Bostonie żaglowiec Columbia, dowodzony przez Roberta Graya, pierwszy amerykański okręt, który opłynął świat pod koniec XVIII wieku. Nazwa upamiętnia także Columbię, moduł dowodzenia Apollo 11.

## Ważniejsze daty
| Data                 | Wydarzenie                                              |
| -------------------- | ------------------------------------------------------- |
| 26 lipca 1972        | Podpisanie kontraktu na budowę                          |
| 25 marca 1975        | Rozpoczęcie budowy kadłuba                              |
| 17 listopada 1975    | Rozpoczęcie budowy modułu załogi                        |
| 28 czerwca 1976      | Początek montażu modułu załogi                          |
| 13 września 1976     | Początek montażu części rufowej kadłuba                 |
| 13 grudnia 1976      | Początek montażu górnej przedniej części kadłuba        |
| 3 stycznia 1977      | Początek montażu stabilizatorów pionowych               |
| 26 sierpnia 1977     | Do Palmdale docierają skrzydła od Grummana              |
| 28 października 1977 | Montaż przedniej dolnej części kadłuba                  |
| 7 listopada 1977     | Początek ostatecznego montażu                           |
| 24 lutego 1978       | Ukończone hamulce aerodynamiczne                        |
| 28 kwietnia 1978     | Ukończone drzwi luku towarowego                         |
| 26 maja 1978         | Montaż przedniej górnej części kadłuba                  |
| 7 lipca 1978         | Montaż obu drzwi luku towarowego                        |
| 11 września 1978     | Ukończona część dziobowa                                |
| 3 lutego 1979        | Zakończenie łączonego testu systemów                    |
| 16 lutego 1979       | Ukończona śluza                                         |
| 5 marca 1979         | Zakończenie testów                                      |
| 8 marca 1979         | Inspekcja, ostateczne zatwierdzenie                     |
| 8 marca 1979         | Przejazd z Palmdale do Dryden (38 mil)                  |
| 12 marca 1979        | Lądowy transport z Palmdale do Edwards                  |
| 20 marca 1979        | Transport lotniczy z DFRF do Bigs AFB (Teksas)          |
| 22 marca 1979        | Transport lotniczy z Bigs AFB do Kelly AFB (Teksas)     |
| 24 marca 1979        | Transport lotniczy z Kelly AFB do Eglin AFB (Floryda)   |
| 24 marca 1979        | Transport lotniczy z Eglin, AFB do Kennedy Space Center |
| 3 listopada 1979     | Test zewnętrznej jednostki zasilania                    |
| 16 grudnia 1979      | Początek zintegrowanego testu systemów orbitera         |
| 14 stycznia 1980     | Zakończenie zintegrowanego testu systemów orbitera      |
| 20 lutego 1981       | Gotowość do startu                                      |
| 12 kwietnia 1981     | Pierwszy lot (STS-1)                                    |
| 1 lutego 2003        | Katastrofa podczas powrotu na Ziemię                    |

## Udoskonalenia

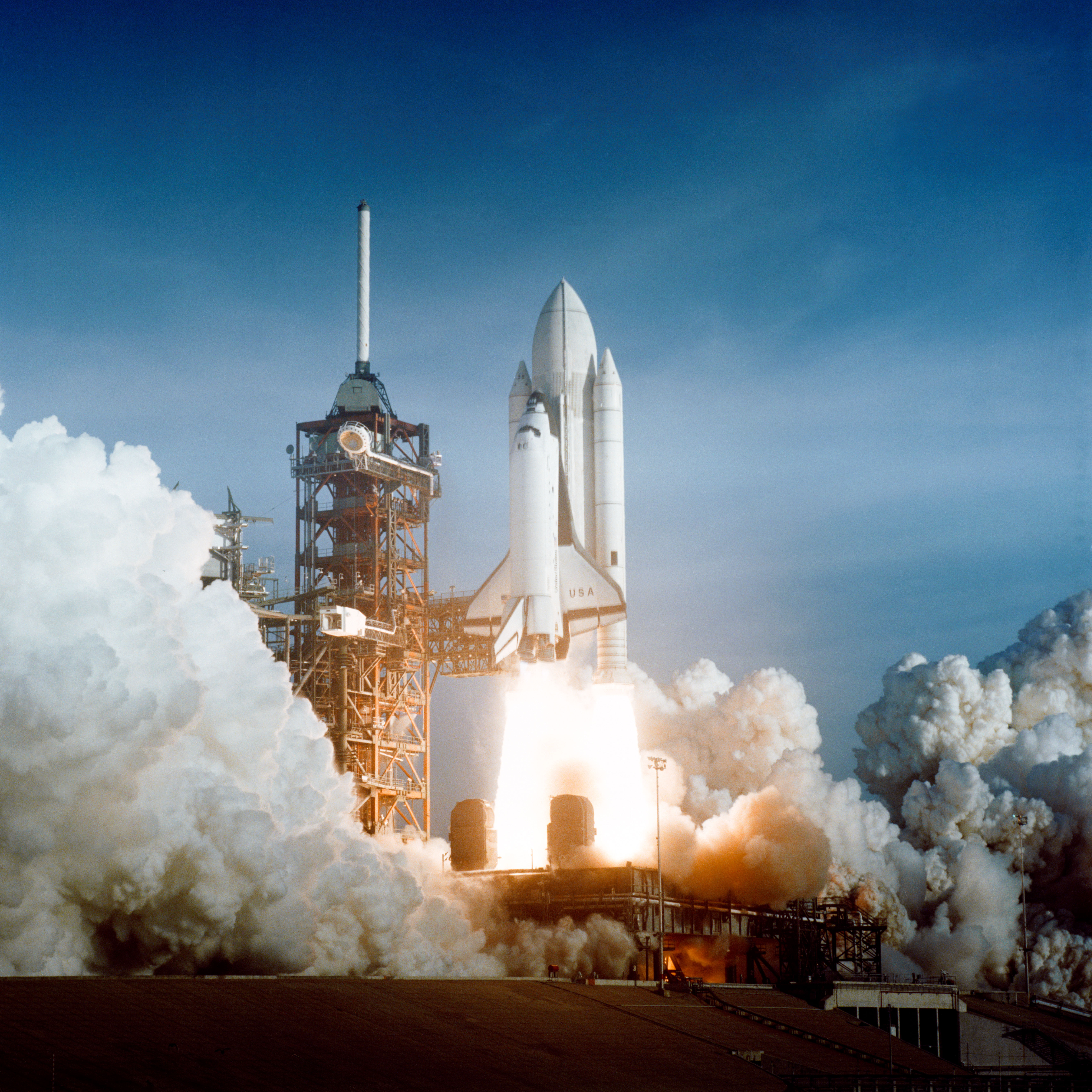
Start Columbii w misji STS-1. Wyróżniają się pomalowany na biało zbiornik zewnętrzny oraz czarne elementy kadłuba.

Columbia była pierwszym promem, który przeszedł zaplanowany program inspekcji i unowocześnień. W roku 1991 Columbia została przetransportowana do swojego „miejsca narodzin” – hali montażowej firmy Rockwell w Palmdale, Kalifornia. W pojeździe dokonano około pięćdziesięciu usprawnień, między innymi dodano karbonowe hamulce, poprawiono sterowanie koła dziobowego, usunięto instrumenty używane w fazie testowej orbitera, a także poprawiono system ochrony termicznej. Orbiter powrócił na Florydę w lutym 1992.
W roku 1994 Columbia została przetransportowana do Palmdale na swój pierwszy remont kapitalny, zwany Okresem Serwisowym Orbitera (ang. Orbiter Maintenance Down Period – OMDP). Taki gruntowny remont trwa zazwyczaj rok lub dłużej, po którym w pełni sprawny pojazd jest gotowy do użytku.
Drugi OMDP Columbia przeszła w roku 1999, kiedy to inżynierowie dokonali ponad stu modyfikacji orbitera. Najbardziej znaczącą zmianą było wprowadzenie wielofunkcyjnego systemu paneli (ang. Multi-functional Electronic Display System – MEDS) – „szklanego kokpitu”. MEDS zastąpił tradycyjne wskaźniki i pokrętła na rzecz małych, skomputeryzowanych ekranów. Nowy system poprawił interakcję załogi z orbiterem w czasie lotu, a także zmniejszył koszty obsługi przez wyeliminowanie przestarzałych, skomplikowanych systemów elektromechanicznych.
Columbia była najcięższym promem NASA i z tego względu nie mogła być wyposażona w sprzęt umożliwiający udział w budowie Międzynarodowej Stacji Kosmicznej i efektywną realizację misji na orbicie o tak dużej inklinacji. Prace w ramach OMDP-2 wykonano więc z myślą o przyszłym wykorzystaniu orbitera do misji charakteryzujących się mniejszymi wymaganiami odnośnie do masy orbitera, np. serwisowanie teleskopu Hubble’a czy wynoszenie na orbitę ciężkich ładunków.

## Misje
Prom kosmiczny Columbia wykonał 28 lotów, spędził w przestrzeni kosmicznej 300,74 dni, zaliczył 4808 orbit, łącznie przeleciał 201 497 772 km (wliczając również jego ostatnią misję). Na pokładzie Columbii przebywało 160 astronautów.
| Data                 | Oznaczenie | Uwagi                                                                                         |
| -------------------- | ---------- | --------------------------------------------------------------------------------------------- |
| 12 kwietnia 1981     | STS-1      | Pierwsza misja promu                                                                          |
| 12 listopada 1981    | STS-2      | Pierwsze ponowne użycie załogowego pojazdu kosmicznego; pierwsze użycie SRMS                  |
| 22 marca 1982        | STS-3      | Lądowanie w White Sands Missile Range                                                         |
| 27 czerwca 1982      | STS-4      | Ostatni lot techniczny promu                                                                  |
| 11 listopada 1982    | STS-5      | Pierwsza 4-osobowa załoga                                                                     |
| 28 listopada 1983    | STS-9      | Pierwsza 6-osobowa załoga                                                                     |
| 12 stycznia 1986     | STS-61-C   | Polityk Bill Nelson na pokładzie                                                              |
| 8 sierpnia 1989      | STS-28     | Wypuszczenie satelity rozpoznawczego KH-11                                                    |
| 9 stycznia 1990      | STS-32     | Odzyskanie satelity Long Duration Exposure Facility                                           |
| 2 grudnia 1990       | STS-35     | Wyniesienie wielu teleskopów widma podczerwieni i promieniowania X                            |
| 5 czerwca 1991       | STS-40     | Piąta misja Spacelab – Life Sciences-1                                                        |
| 25 czerwca 1992      | STS-50     | U.S. Microgravity Laboratory 1 (USML-1) (Amerykańskie Laboratorium Mikrograwitacji)           |
| 22 października 1992 | STS-52     | Wypuszczenie Laser Geodynamic Satellite II (Laserowy Satelita Geodynamiczny II)               |
| 26 kwietnia 1993     | STS-55     | Badania mikrograwitacyjne na niemieckim Spacelab D-2                                          |
| 18 października 1993 | STS-58     | Badania Life Sciences na Spacelab                                                             |
| 4 marca 1994         | STS-62     | United States Microgravity Payload-2 (USMP-2) (Amerykański Ładunek Mikrograwitacyjny)         |
| 8 lipca 1994         | STS-65     | International Microgravity Laboratory (IML-2) (Międzynarodowe Laboratorium Mikrograwitacyjne) |
| 20 października 1995 | STS-73     | United States Microgravity Laboratory (USML-2) (Amerykańskie Laboratorium Mikrograwitacyjne)  |
| 22 lutego 1996       | STS-75     | Ponowny lot systemu satelitarnego Tethered – Tethered Satellite System Reflight (TSS-1R)      |
| 20 czerwca 1996      | STS-78     | Life and Microgravity Spacelab (LMS) (Laboratorium Kosmiczne Życia i Mikrograwitacji)         |
| 19 listopada 1996    | STS-80     | Trzeci lot Wake Shield Facility (WSF)                                                         |
| 4 kwietnia 1997      | STS-83     | Microgravity Science Laboratory (MSL) – misja skrócona                                        |
| 1 lipca 1997         | STS-94     | Microgravity Science Laboratory (MSL) – ponowny lot                                           |
| 19 listopada 1997    | STS-87     | United States Microgravity Payload (USMP-4)                                                   |
| 17 kwietnia 1998     | STS-90     | Neurolab – Spacelab                                                                           |
| 23 lipca 1999        | STS-93     | Wypuszczenie Obserwatorium rentgenowskiego Chandra                                            |
| 1 marca 2002         | STS-109    | Misja naprawcza Teleskopu Kosmicznego Hubble’a                                                |
| 16 stycznia 2003     | STS-107    | Prom zniszczony w czasie powrotu 1 lutego 2003. Zginęła cała załoga – siedmioro astronautów.  |

## Katastrofa orbitera

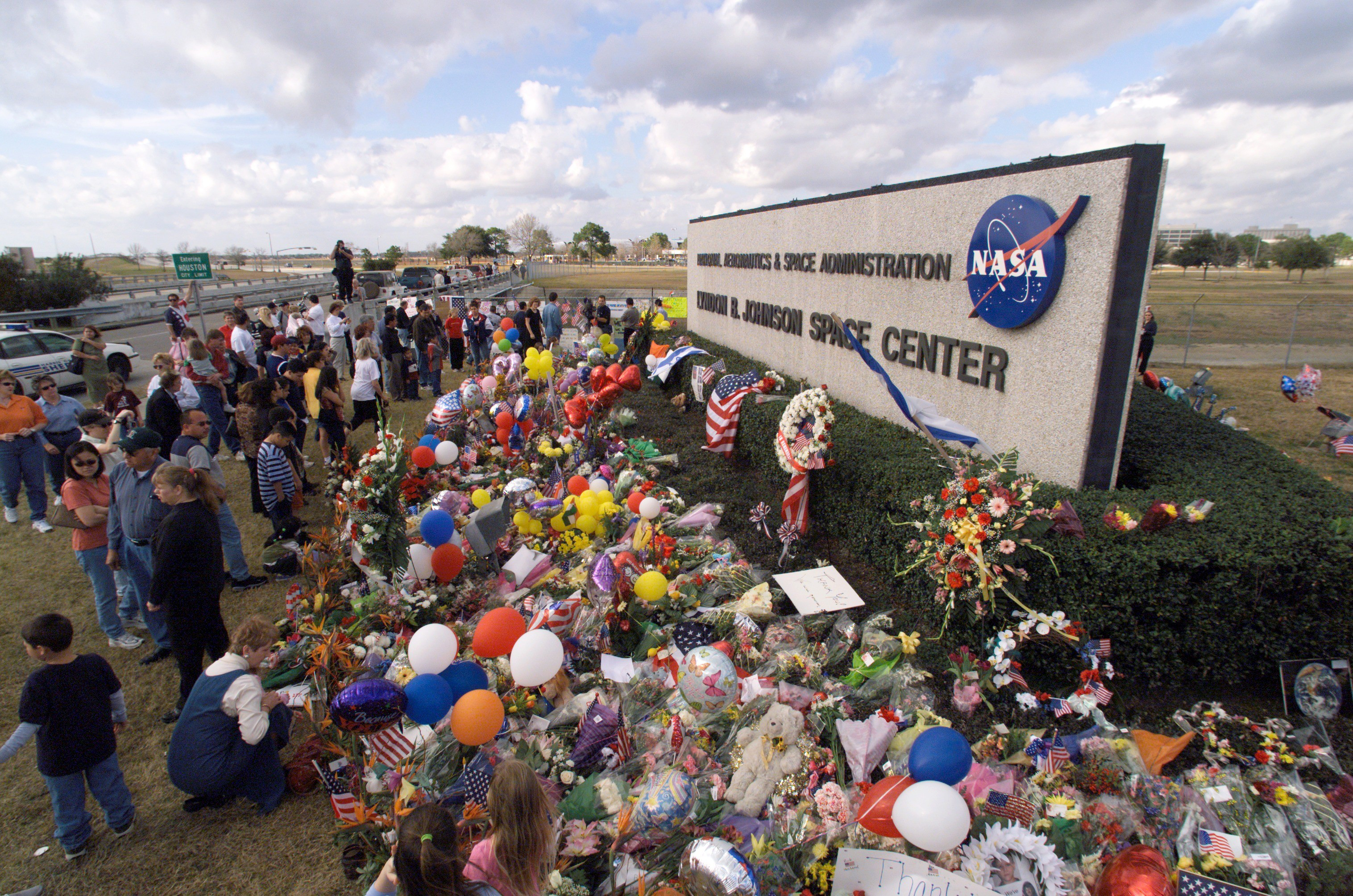
Kwiaty przy centrum Johnson Space Center, 1.02.2003

1 lutego 2003, podczas powrotu z przestrzeni kosmicznej, prom uległ zniszczeniu w wyniku uszkodzenia osłony termicznej na krawędzi natarcia lewego skrzydła. Uszkodzenie osłony nastąpiło w czasie wznoszenia po starcie, za sprawą fragmentu pianki osłaniającej zbiornik zewnętrzny wahadłowca, który oderwał się od zbiornika i uderzył w skrzydło orbitera powodując dziurę o średnicy ok. 25 cm, wskutek czego w trakcie przelotu przez termosferę gorące gazy mogły dostać się do środka. W trakcie wejścia w atmosferę w ostatnich minutach misji okazało się, że uszkodzenie było śmiertelnie poważne – w katastrofie zginęła cała załoga – 7 astronautów, w tym pierwszy Izraelczyk na orbicie, płk Ilan Ramon. Spowodowało to zawieszenie dalszych lotów wahadłowców NASA aż do startu promu Discovery 26 lipca 2005 w misji STS-114.

## Galeria

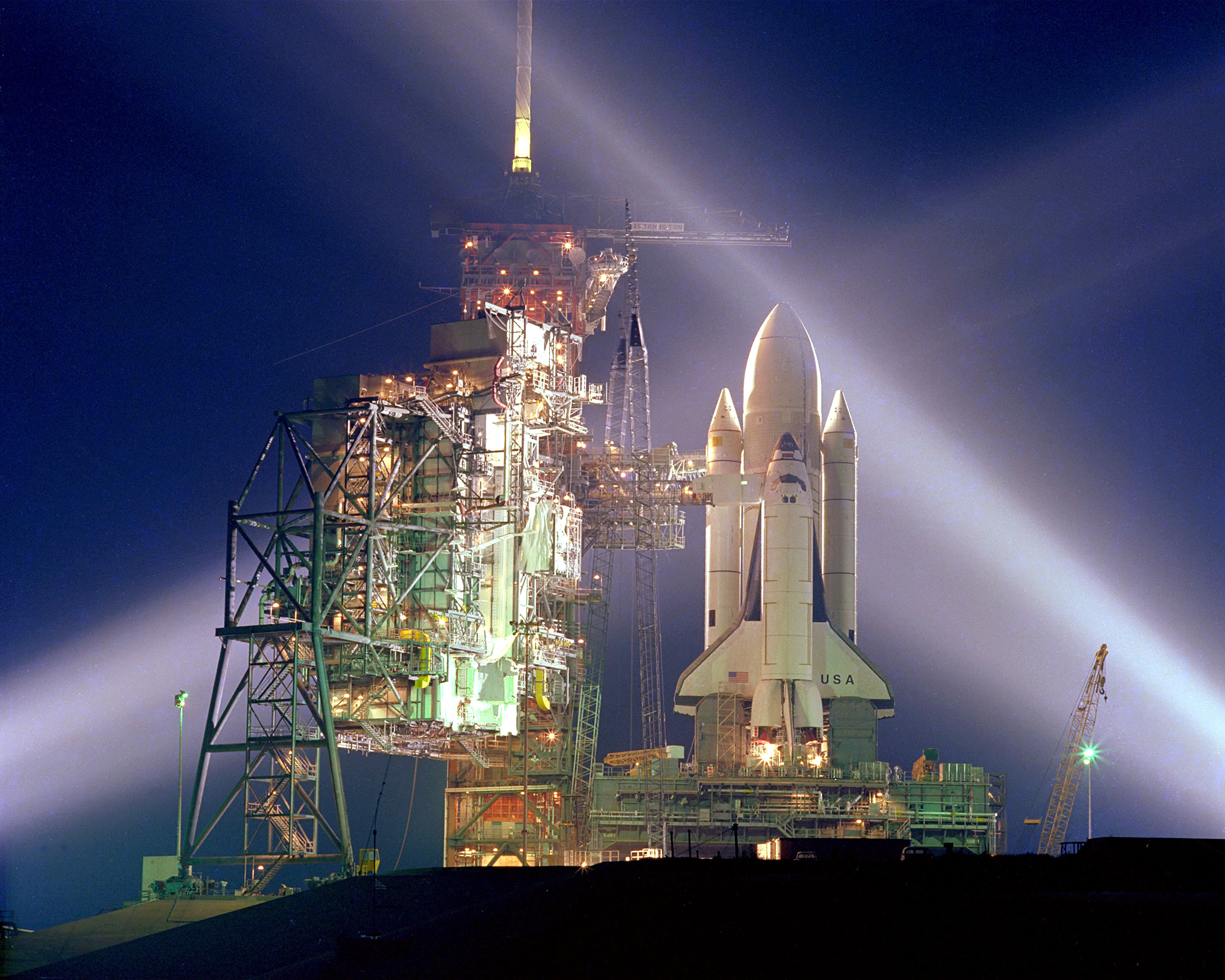
Columbia przed misją STS-1
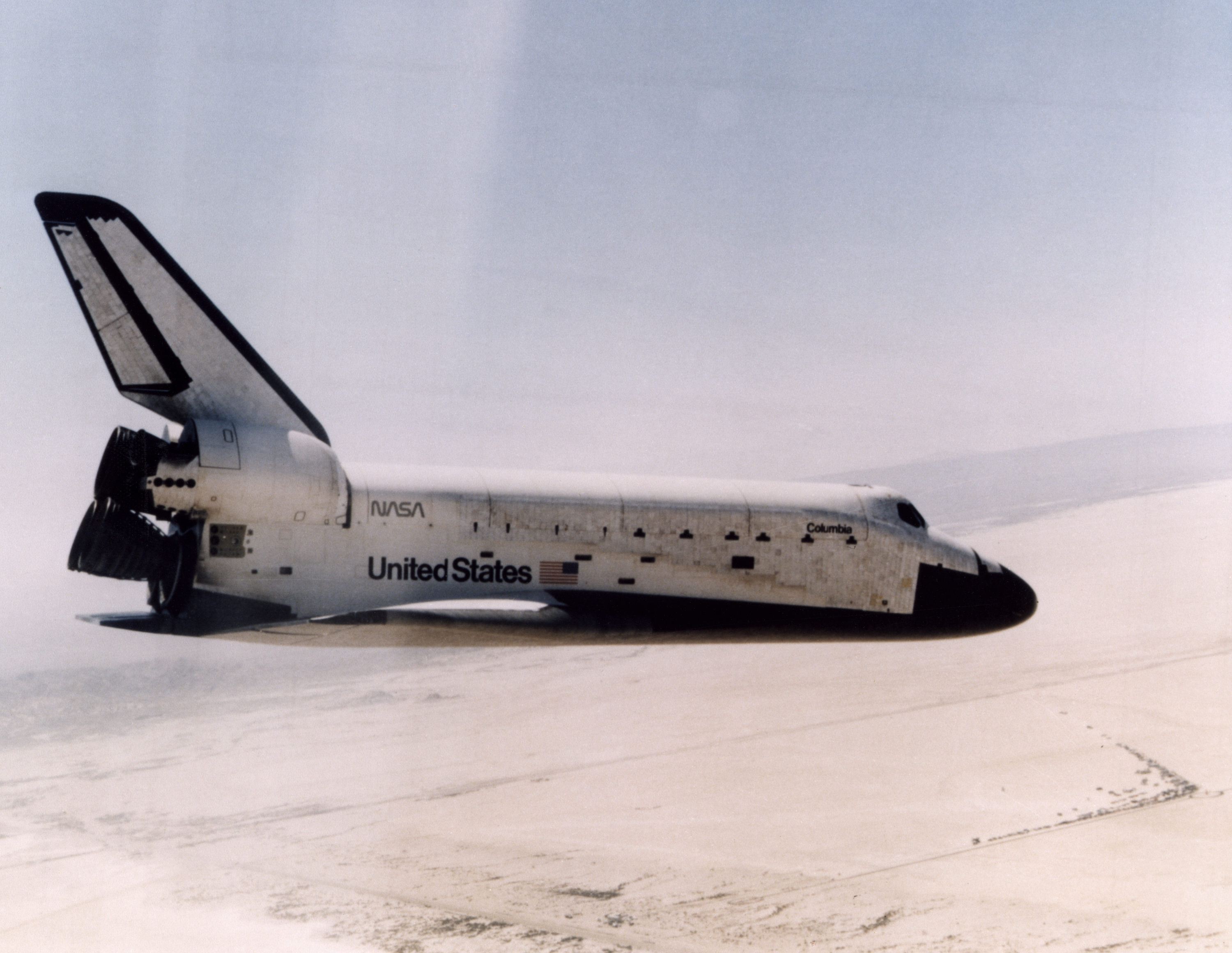
Podejście do lądowania w bazie Edwards, koniec misji STS-1
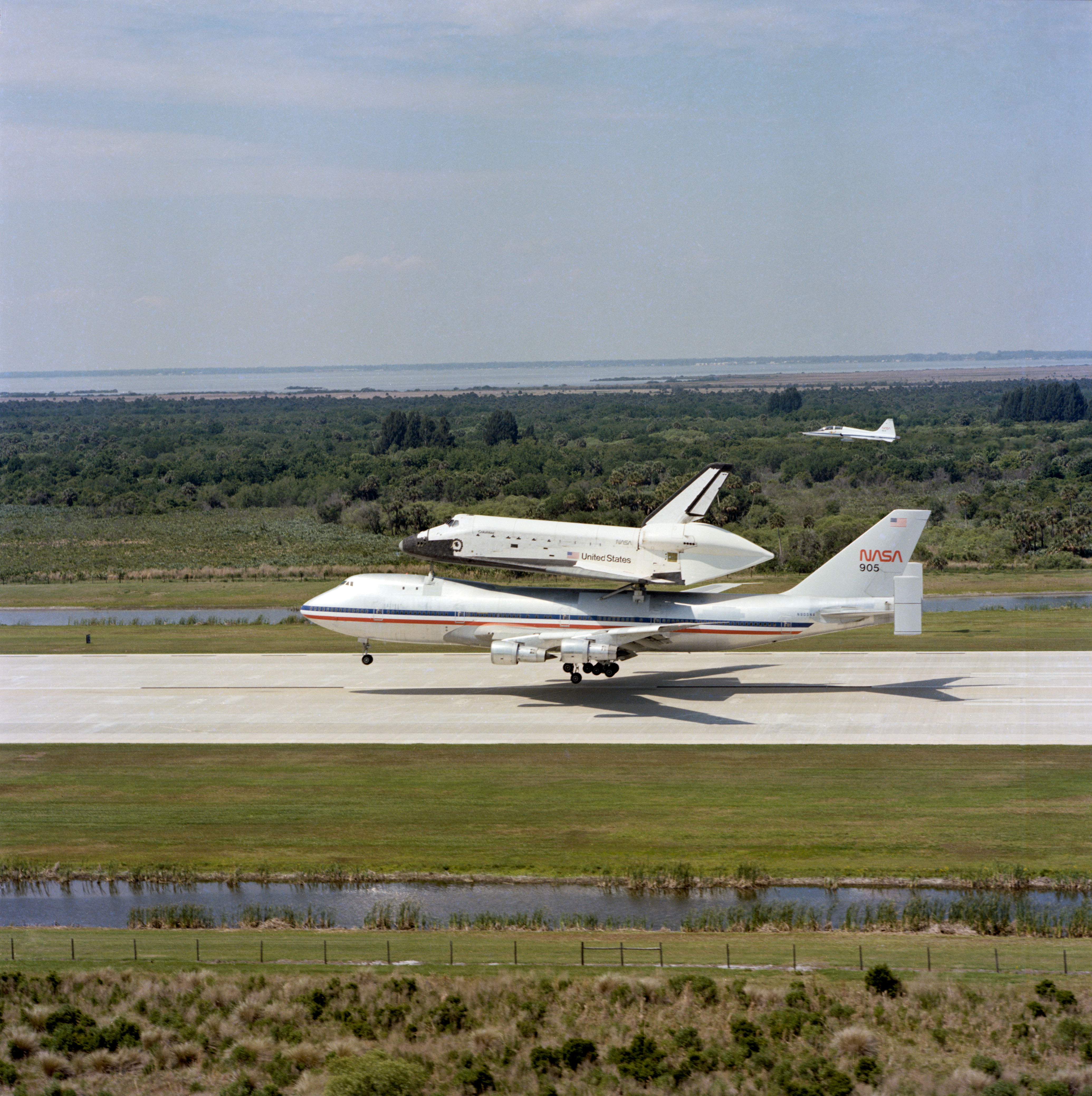
Columbia powraca do KSC po misji STS-1
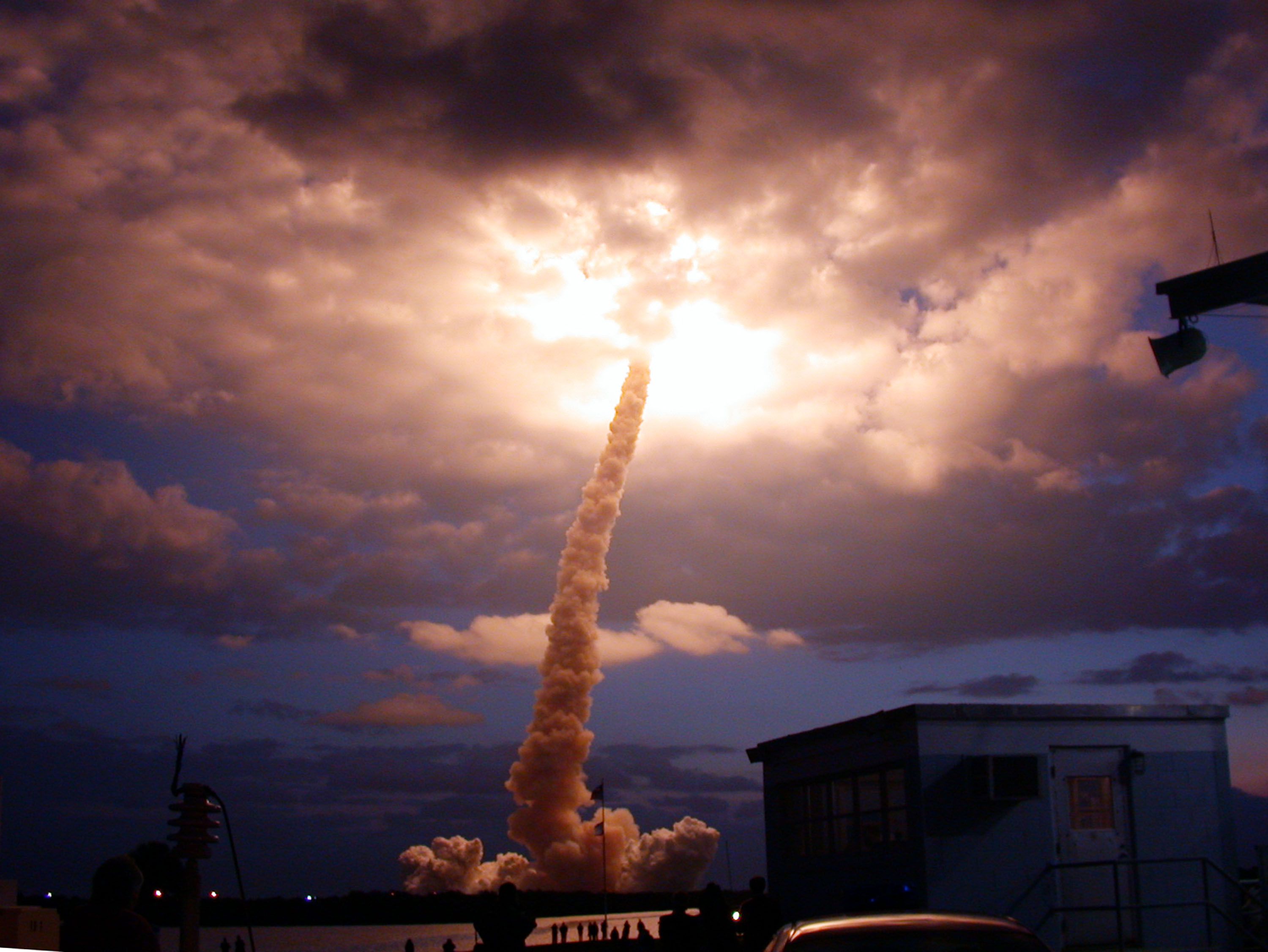
Start w misji STS-109
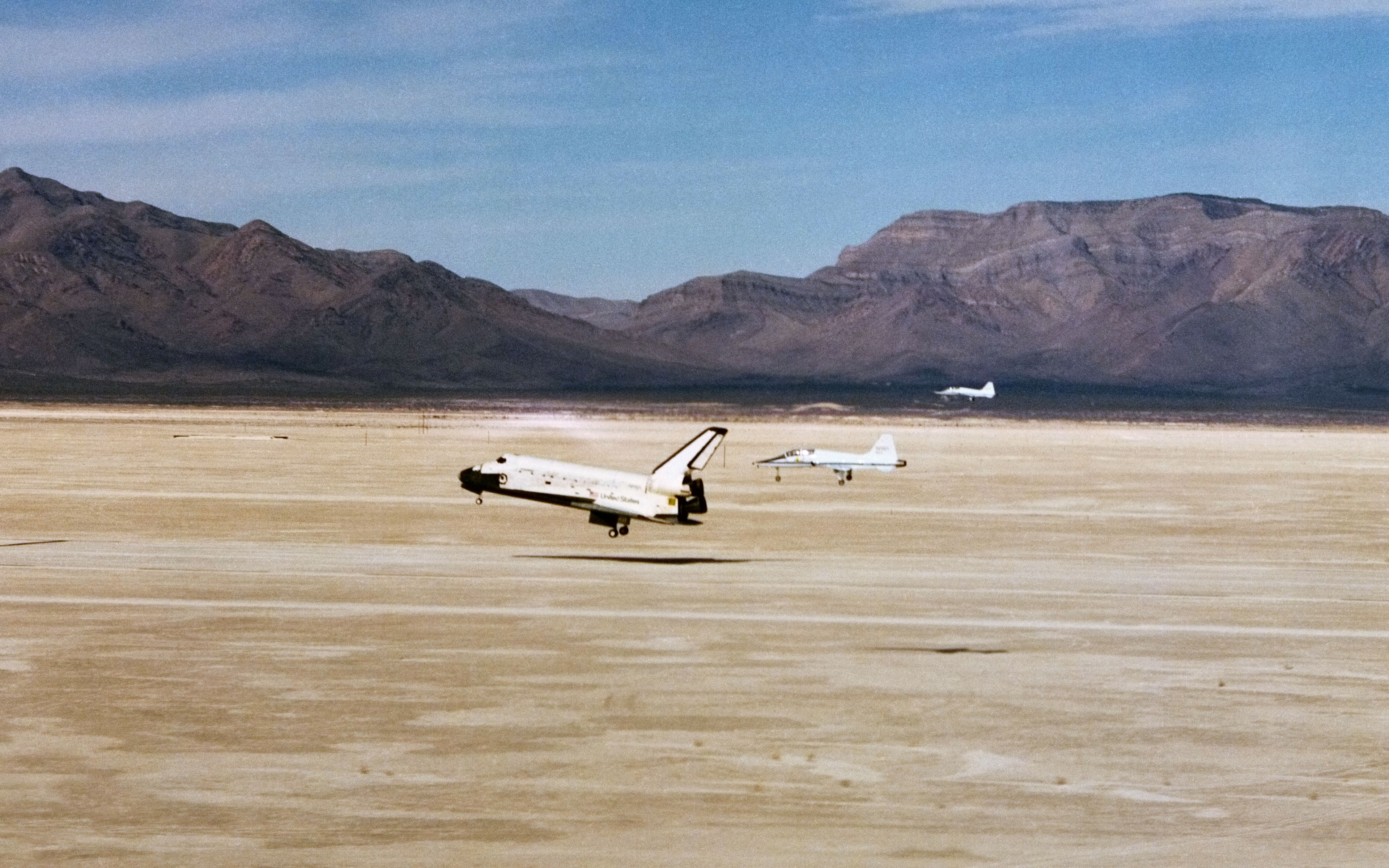
Lądowanie w misji STS-3
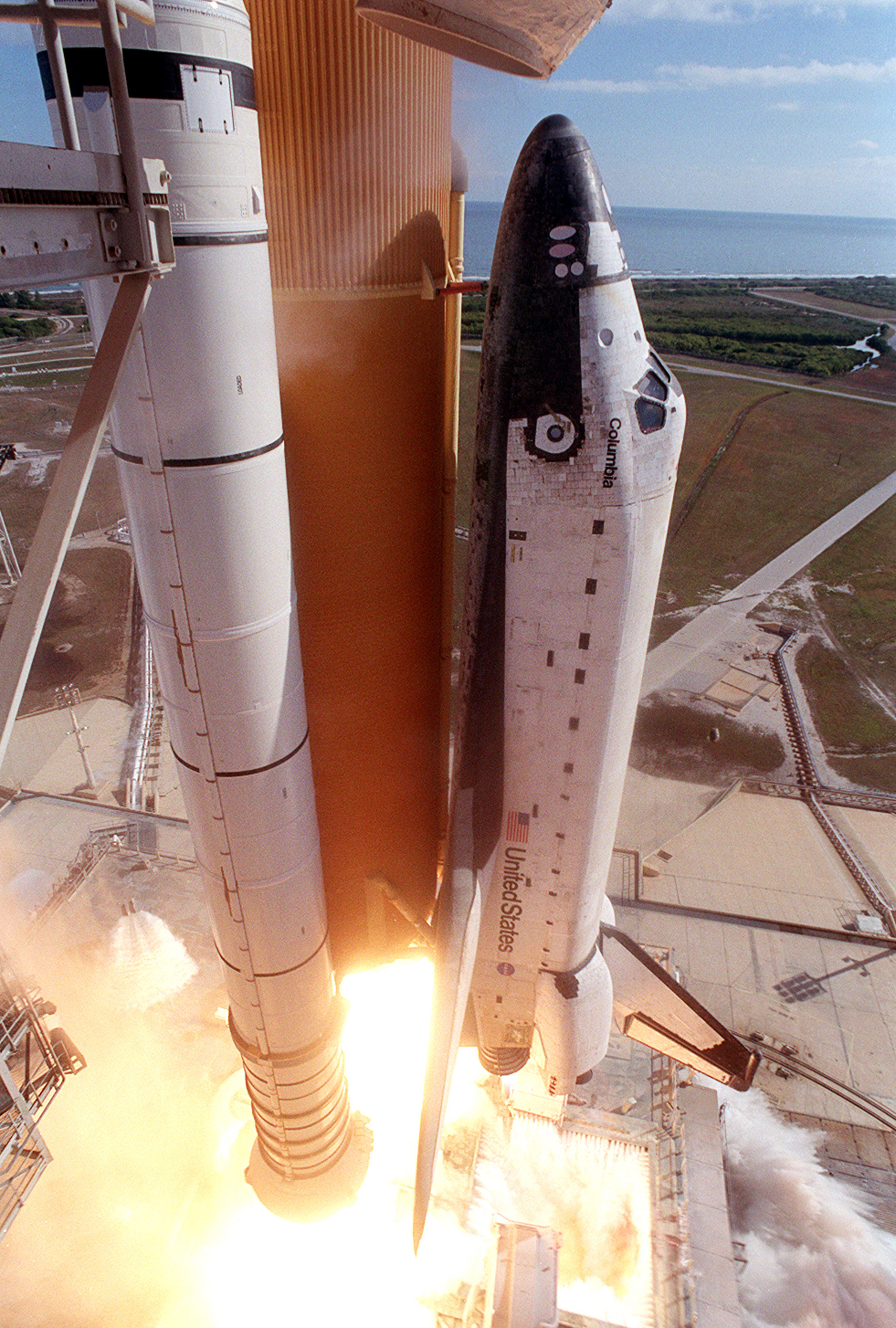
Ostatni start – misja STS-107
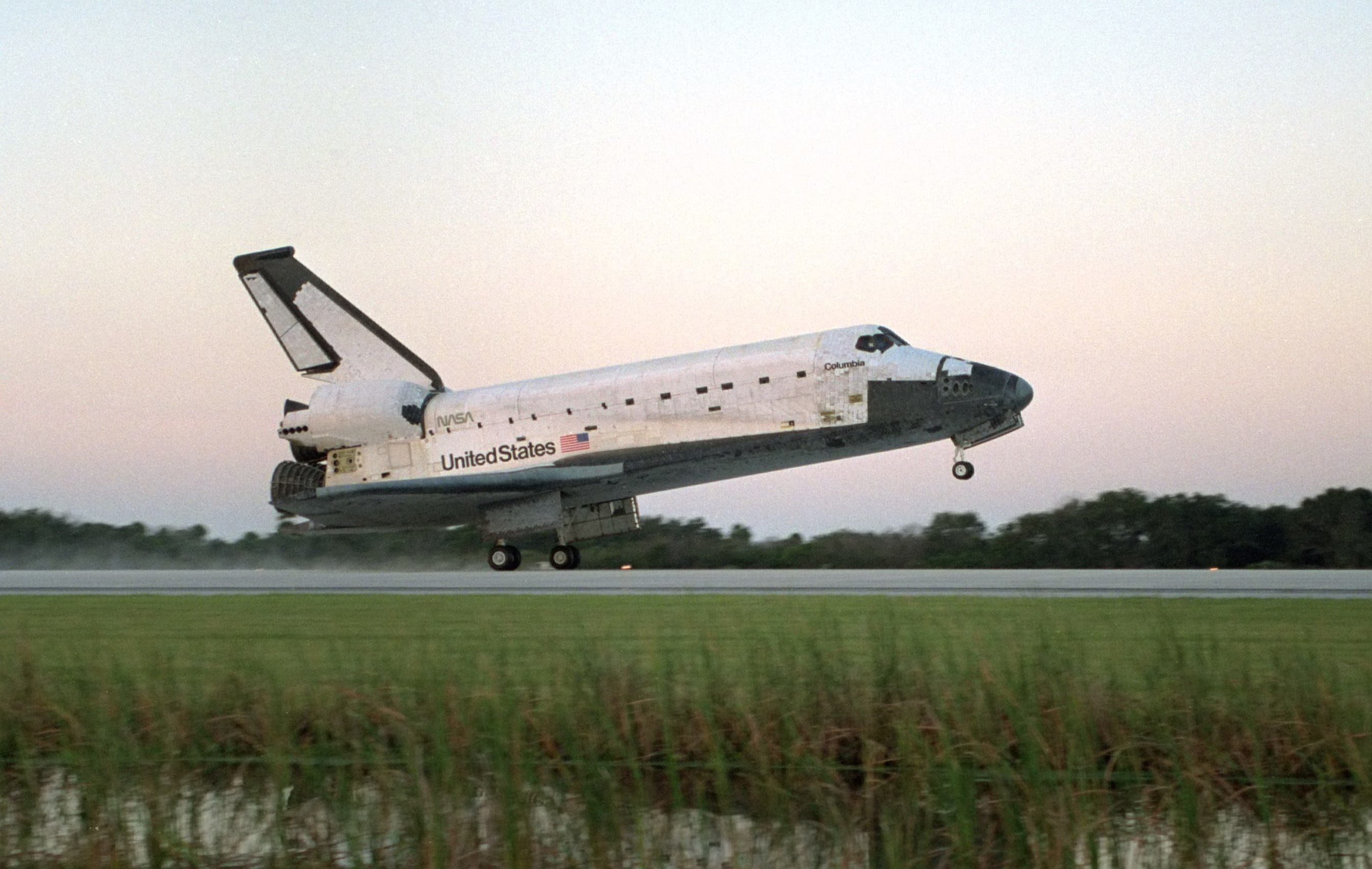
W trakcie lądowania STS-73